# Montalbanejo (kommun)
Montalbanejo är en kommun i Spanien.   Den ligger i provinsen Provincia de Cuenca och regionen Kastilien-La Mancha, i den centrala delen av landet, 130 km sydost om huvudstaden Madrid. Antalet invånare är 126.